# کوومنگتسه
کوومنگتسه (به لهستانی:  Kłomnice) یک روستا در لهستان است که در گمینا کوومنگتسه واقع شده‌است.
 کوومنگتسه  ۲٬۸۰۲ نفر جمعیت دارد.